# Over It
Over It is een ep van de Amerikaanse punkband Face to Face. Het werd uitgegeven in 1994 door Victory Music, een sublabel van het grotere Victory Records. Het bevat remixes van nummers van het album Don't Turn Away uit 1992, alsook nieuwe nummers. De ep is het eerste album waar Chad Yaro op te horen is.

## Nummers
1. "I Want" - 3:06
2. "Nothing New" - 3:22
3. "Disconnected" - 3:25
4. "A.O.K." - 2:59
5. "I Used to Think" - 3:04
6. "Don't Turn Away" - 2:47
7. "Not Enough" - 2:54